# Therapia. A Gyógyító Tudományok Könyvtára
A Therapia. A Gyógyító Tudományok Könyvtára egy 20. század eleji magyar orvosi könyvsorozat volt. A dr. Justus Jakab és dr. Szerb Zsigmond által szerkesztett sorozat Budapesten jelent meg a Singer és Wolfner Irodalmi Intézet Rt. jóvoltából 1903 és 1907 között:
- I. kötet. Moravcsik Ernő Emil dr. Az idegbetegségek gyógyítása. – Fischer Ignácz dr. Az elmebetegségek gyógyítása. (236 l.) 1903.
- II. kötet. Goldzieher Vilmos dr. A szembetegségek gyógyítása. (XI. 279 l.) 1903.
- III. kötet. Székely Ágoston dr. A hörgők, a tüdő és a mellhártya betegségeinek orvoslása. (317 2 l.) 1903.
- IV. kötet. Schächter Miksa dr. Sebészeti gyógyítás. Vérzés-csillapítás. Érzéstelenítés. Sebkezelés. (256 l.) 1904.
- V. kötet. Hasenfeld Arthur dr. A szívbetegségek gyógyítása. (VIII. 195 l.) 1904.
- VI. kötet. Weisz Ede dr. Az ízületi betegségek gyógyítása, különös tekintettel a balneo-fizikális gyógymódokra. Körmöczi Emil dr. A vér betegségeinek gyógyítása. (206, 105 l.) 1904.
- VII. kötet. Brück Miksa dr. A gyermekek akut fertőző betegségeinek therapiája. (VIII. 360 l.) 1905.
- VIII. kötet. Makara Lajos dr. A végtagok sebészeti bántalmainak gyógyítása. (XI. 276 l.) 1905.
- IX. kötet. Neumann Szigfired dr. A női betegségek gyógyítása. (VIII. 395 l.) 1905.
- X. kötet. Berend Miklós dr. A csecsemőbetegségek orvoslása. (VIII. 444 l.) 1907.
- XI. Kötet. Justus Jakab dr. A bőrbetegségek gyógyítása.  (288 l.) 1911.